# 신선호 (외교관)
신선호(申善虎, 1948년 7월 5일~)는 조선민주주의인민공화국의 외교관이다. 2008년부터 2014년 2월까지 후임 자성남으로 교체될 때까지 유엔 주재 조선민주주의인민공화국 대표를 역임했다.

## 외교관으로서 경력
신선호는 1972년 김일성종합대학을 졸업했다. 같은 해 그는 이집트 주재 북한 대사관 제3등 서기관으로 임명돼 1979년까지 근무했다. 1979년부터 1983년까지 그는 외무성 고위 관료를 지냈고, 1983년부터 1986년까지 레소토 주재 북한대사관 참사관을 지냈다. 1986년부터 1990년까지 외무성 국장을 거쳐 1990년부터 1995년까지 짐바브웨 주재 북한대사관 참사관으로 일했다. 1995년부터 1999년까지 그는 외무성 국장직을 역임했다.
1999년에 신선호는 유엔 주재 북한대표부 차석대사로 임명되었으며, 이때 당시 그는 해외 공관에서 귀국하여 외무성 국장으로 4년 정도 일하고 있던 시절이었다. 이후 박길연 대사의 후임으로, 그는 2008년 5월 주유엔 북한대표부 대사로 임명될 때까지 차석대사직을 맡았다.
주유엔 북한대사로서 신선호는 북한의 핵 활동 문제에 대한 북한의 입장을 표명하는 임무를 맡았다. 신선호 대사는 2008년 10월 유엔 총회에서 북한이 미국의 위협을 인지하고 이에 대응해 핵무기를 개발했지만, 핵 시설 해체를 시작했으며 한반도의 비핵화를 지지한다고 밝혔다.
신선호는 자신의 나라가 55년 간의 정전협정을 대체할 평화협정을 원하고 있으며, 북한은 궁극적으로 한국의 통일을 희망하고 있다고 덧붙였다.